# Амбер (округ)
Округ Амбер (фр. Arrondissement d'Ambert) — округ у Франції, в департаменті Пюї-де-Дом. 2023 року округ об'єднував 58 муніципалітетів, населення становило 27 565 осіб.
Адміністративний центр (супрефектура) — Амбер.

## Муніципалітети
Список муніципалітетів округу та їхні коди INSEE:
1. Амбер (63003)
2. Арланк (63010)
3. Баффі (63027)
4. Бер'єр (63039)
5. Бертінья (63037)
6. Брусс (63056)
7. Вальсів'єр (63441)
8. Вертоле (63454)
9. Вівроль (63465)
10. Гранваль (63174)
11. Гранриф (63173)
12. Домез (63136)
13. Дор-л'Егліз (63139)
14. Доранж (63137)
15. Еглізоль (63147)
16. Екс-ла-Фаєтт (63002)
17. Ешанделі (63142)
18. Жоб (63179)
19. Кен'я (63132)
20. Конда-ле-Монбуасьє (63119)
21. Ла-Форі (63161)
22. Ла-Шапель-Аньон (63086)
23. Ла-Шольм (63104)
24. Ле-Брюжерон (63057)
25. Ле-Монетьє (63230)
26. Мара (63207)
27. Марсак-ан-Ліврадуа (63211)
28. Медейроль (63221)
29. Мейр (63218)
30. Новасель (63256)
31. Озель (63023)
32. Ольєрг (63258)
33. Саян (63309)
34. Сен-Бонне-ле-Бур (63323)
35. Сен-Бонне-ле-Шастель (63324)
36. Сен-Жерве-су-Меймон (63355)
37. Сен-Жермен-л'Ерм (63353)
38. Сен-Жуст (63371)
39. Сен-Клеман-де-Валорг (63331)
40. Сен-Мартен-дез-Ольм (63374)
41. Сен-П'єрр-ла-Бурлонн (63384)
42. Сен-Ромен (63394)
43. Сен-Совер-ла-Сань (63398)
44. Сен-Ферреоль-де-Кот (63341)
45. Сент-Алір-д'Арланк (63312)
46. Сент-Аман-Рош-Савін (63314)
47. Сент-Антем (63319)
48. Сент-Елуа-ла-Гласьєр (63337)
49. Сент-Катрин (63328)
50. Сею (63065)
51. Совссанж (63412)
52. Тур-сюр-Меймон (63434)
53. Тьйольєр (63431)
54. Фає-Роне (63158)
55. Фурноль (63162)
56. Шамбон-сюр-Долор (63076)
57. Шампетьєр (63081)
58. Шомон-ле-Бур (63105)